# Monchy-au-Bois
Monchy-au-Bois est une commune française située dans le département du Pas-de-Calais en région Hauts-de-France. Ses habitants sont appelés les Monchyens. La commune est membre de la communauté de communes des Campagnes de l'Artois.

## Géographie

### Localisation
Localisée dans le sud-est du département du Pas-de-Calais, Monchy-au-Bois est une commune située, à vol d'oiseau, à 14 km au sud-est de la commune d'Avesnes-le-Comte et à 15 km au sud-ouest de la commune d’Arras (aire d'attraction, chef-lieu d'arrondissement et préfecture du Pas-de-Calais).
Le territoire de la commune est limitrophe de ceux de sept communes.
Les communes limitrophes sont Ransart, Adinfer, Berles-au-Bois, Bienvillers-au-Bois, Bucquoy, Douchy-lès-Ayette et Hannescamps.

### Géologie et relief
La superficie de la commune est de 10,98 km2 ; son altitude varie de 118  à   161 m.

### Hydrographie
La commune est située dans le bassin Artois-Picardie. Elle n'est drainée par aucun cours d'eau,.

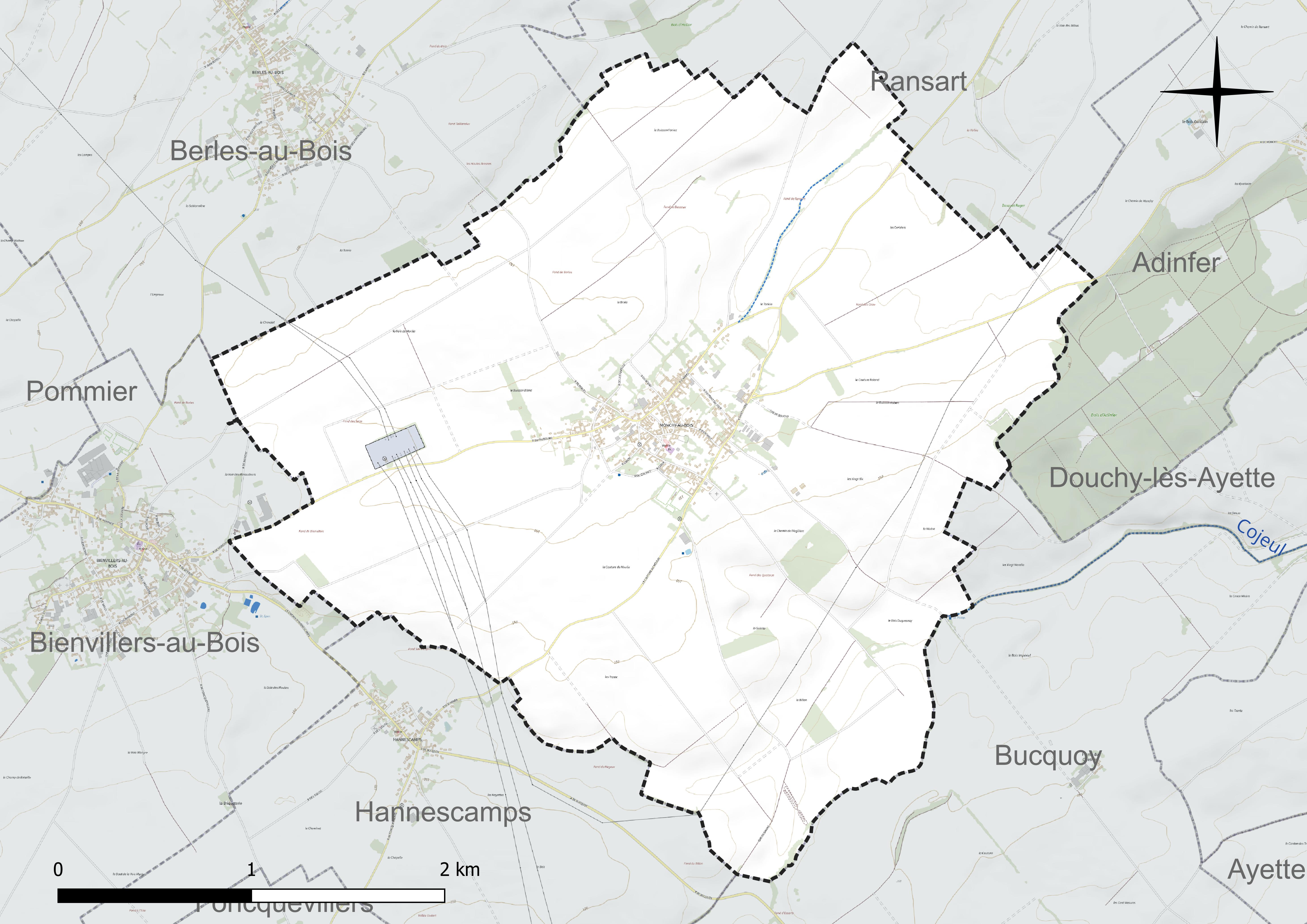
Réseau hydrographique de Monchy-au-Bois.

### Climat
Pour des articles plus généraux, voir Climat des Hauts-de-France et Climat du Nord-Pas-de-Calais.
En 2010, le climat de la commune est de type climat océanique dégradé des plaines du Centre et du Nord, selon une étude du CNRS s'appuyant sur une série de données couvrant la période 1971-2000. En 2020, Météo-France publie une typologie des climats de la France métropolitaine dans laquelle la commune est exposée à un climat océanique et est dans la région climatique Nord-est du bassin Parisien, caractérisée par un ensoleillement médiocre, une pluviométrie moyenne régulièrement répartie au cours de l'année et un hiver froid (3 °C).
Pour la période 1971-2000, la température annuelle moyenne est de 9,7 °C, avec une amplitude thermique annuelle de 14,5 °C. Le cumul annuel moyen de précipitations est de 867 mm, avec 12,2 jours de précipitations en janvier et 9,5 jours en juillet. Pour la période 1991-2020, la température moyenne annuelle observée sur la station météorologique la plus proche, située sur la commune de Saulty à 10 km à vol d'oiseau, est de 10,4 °C et le cumul annuel moyen de précipitations est de 899,7 mm,. Pour l'avenir, les paramètres climatiques de la commune estimés pour 2050 selon différents scénarios d'émission de gaz à effet de serre sont consultables sur un site dédié publié par Météo-France en novembre 2022.

### Paysages
Pour un article plus général, voir Paysage en France.
La commune est située dans le paysage régional des grands plateaux artésiens et cambrésiens tel que défini dans l'atlas des paysages de la région Nord-Pas-de-Calais, conçu par la direction régionale de l'Environnement, de l'Aménagement et du Logement (DREAL),. Ce paysage régional, qui concerne 238 communes, est dominé par les « grandes cultures » de céréales et de betteraves industrielles qui représentent 70 % de la surface agricole utilisée (SAU).

### Milieux naturels et biodiversité
L'Inventaire national du patrimoine naturel (INPN) recense plusieurs espèces faunistiques et floristiques sur le territoire de la commune dont certaines sont protégées et d'autres menacées et quasi-menacées.

## Urbanisme

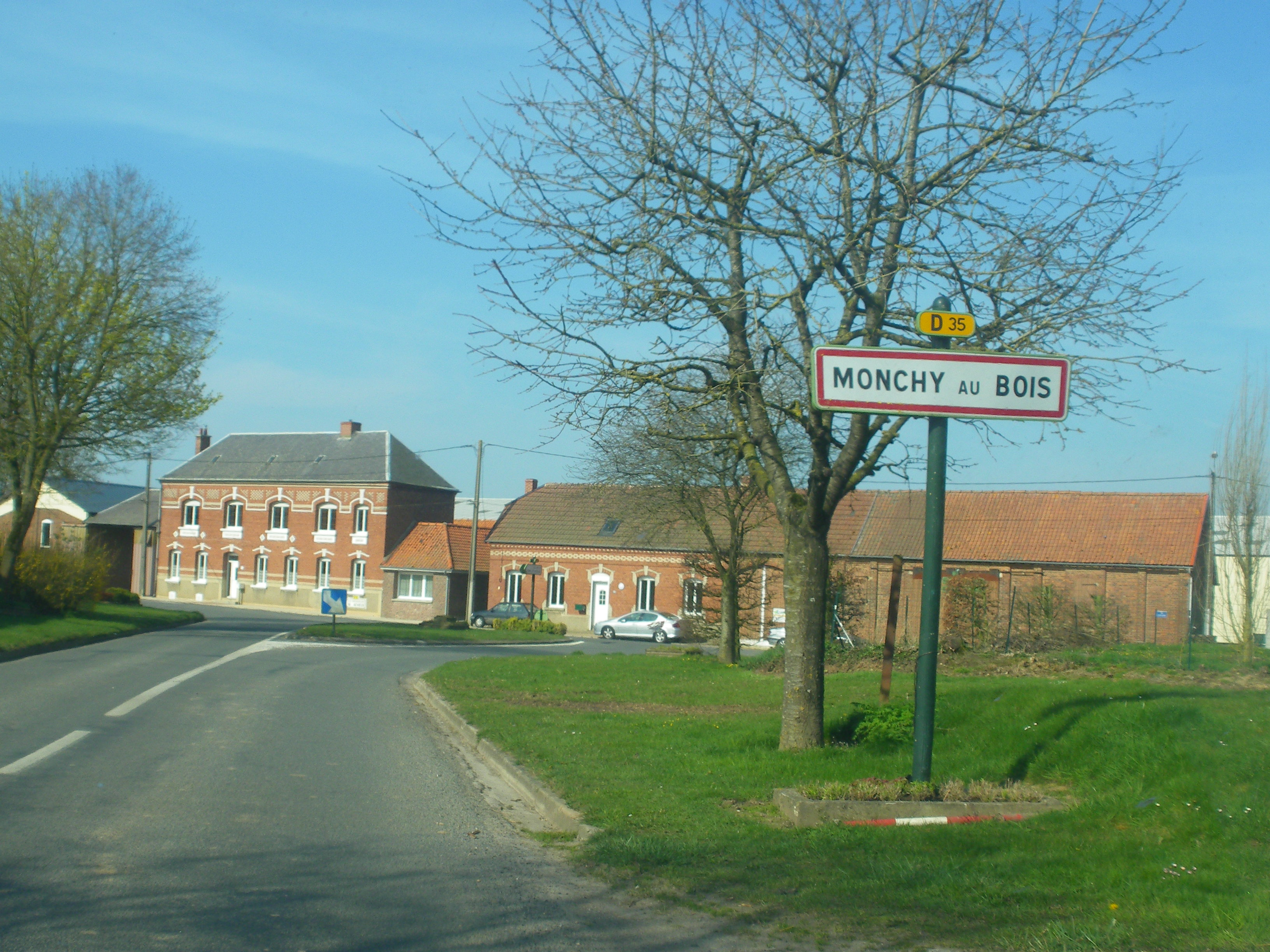
Une entrée de la commune.

### Typologie
Au 1er janvier 2024, Monchy-au-Bois est catégorisée commune rurale à habitat dispersé, selon la nouvelle grille communale de densité à sept niveaux définie par l'Insee en 2022.
Elle est située hors unité urbaine. Par ailleurs la commune fait partie de l'aire d'attraction d'Arras, dont elle est une commune de la couronne,. Cette aire, qui regroupe 163 communes, est catégorisée dans les aires de 50 000 à moins de 200 000 habitants,.

### Occupation des sols
L'occupation des sols de la commune, telle qu'elle ressort de la base de données européenne d'occupation biophysique des sols Corine Land Cover (CLC), est marquée par l'importance des territoires agricoles (96,8 % en 2018), une proportion sensiblement équivalente à celle de 1990 (96,9 %). La répartition détaillée en 2018 est la suivante : 
terres arables (89,7 %), prairies (7,1 %), zones urbanisées (3,2 %), forêts (0,1 %). L'évolution de l'occupation des sols de la commune et de ses infrastructures peut être observée sur les différentes représentations cartographiques du territoire : la carte de Cassini (XVIIIe siècle), la carte d'état-major (1820-1866) et les cartes ou photos aériennes de l'IGN pour la période actuelle (1950 à aujourd'hui).

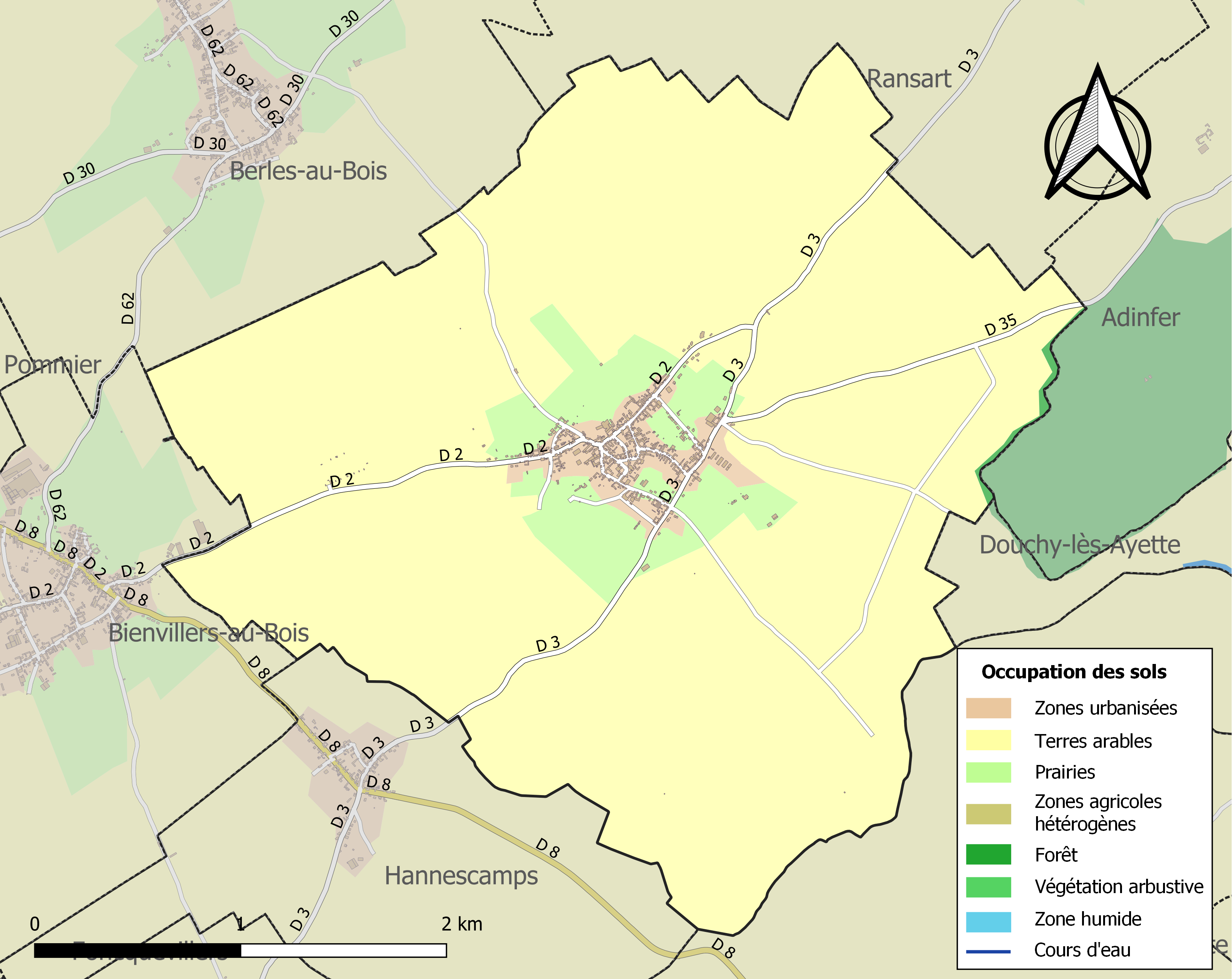
Carte des infrastructures et de l'occupation des sols de la commune en 2018 (CLC).

## Toponymie
Le nom de la localité est attesté sous les formes Monciacum in pago Atravatense en 661 ; Monciacum nemorosum en 662 ; Monchy en 1024 ; Monci en 1135 ; Monchiacum en 1140 ; Munci de 1154 à 1159 ; Monchi en 1207 ; Monchiacum in nemore en 1222 ; Monchi-u-Bos en 1287 ; Monchiakum au XIIIe siècle ; Monchy-au-Bois en 1573 ; Monchy-aux-Bois en 1720 ; Monchy en 1793 ;  Mouchy-au-Bois puis Monchy-au-Bois depuis 1801.
Le toponyme de Monchy est déterminé par les bois qui l'entouraient.

## Histoire
L'abbaye de Corbie possédait une ferme ou cense à Monchy-au-Bois. Au XVIe siècle, Philippe Duriez, était censier de l'abbaye à Monchy-au-Bois. Il était cousin germain maternel de Jérôme Duriez, écuyer, seigneur du Hamel, qui avait obtenu une sentence de noblesse en mai 1592. Philippe Duriez eut notamment pour enfant Marie Duriez, épouse de Claude de Bassecourt, seigneur de Saint-Floris en partie. Les Duriez portaient pour armes « De gueules à trois maillets d'or, posés droits ».
À la fin du XVIe siècle, Hugues des Wattines, marié à Françoise Penelle de Lallaing, est seigneur de Warlincourt et de Monchy-au-Bois en partie. Il est le fils de Jacques des Wattines, seigneur de Monchy-au-Bois, en son temps écuyer-domestique du duc Charles (Charles le Téméraire) qu'il accompagne à Morat, Granson et Nancy. Il est le père de Renon des Wattines seigneur de Warlincourt.

### Première Guerre mondiale
Pendant la Première Guerre mondiale, en octobre 1914, le front est à proximité de la commune. Français et Allemands s'y sont plusieurs fois attaqués ou soumis à des tirs intenses d'artillerie, comme en octobre 1914, pour essayer de déloger l'ennemi.
La commune est décorée de la croix de guerre 1914-1918 par décret du 23 septembre 1920, distinction également attribuée à 276 autres communes du Pas-de-Calais.

## Politique et administration

### Découpage territorial
La commune se trouve dans l'arrondissement d'Arras du département du Pas-de-Calais.

#### Commune et intercommunalités
La commune est membre de la communauté de communes des Campagnes de l'Artois qui regroupe 96 communes et compte 33 141 habitants en 2021.

#### Circonscriptions administratives
La commune est rattachée au canton d'Avesnes-le-Comte.

#### Circonscriptions électorales
Pour l'élection des députés, la commune fait partie de la première circonscription du Pas-de-Calais.

### Élections municipales et communautaires

#### Liste des maires
| Période                                  | Période                    | Identité           | Étiquette | Qualité                                                             |
| ---------------------------------------- | -------------------------- | ------------------ | --------- | ------------------------------------------------------------------- |
| Les données manquantes sont à compléter. |                            |                    |           |                                                                     |
| 1929                                     | 1970                       | Éloi Dantart       |           |                                                                     |
| mars 2001                                | 2008                       | Max Démelin        |           |                                                                     |
| mars 2008                                | 2014                       | Raymond Przybylski |           |                                                                     |
| avril 2014                               | En cours (au 30 mars 2022) | Muriel Roussel     |           | Secrétaire de direction retraitée, Réélue pour le mandat 2020-2026, |

## Population et société

### Démographie
Les habitants sont appelés les Monchyens et leur nom jeté est les Terribles.

#### Évolution démographique
L'évolution du nombre d'habitants est connue à travers les recensements de la population effectués dans la commune depuis 1793. Pour les communes de moins de 10 000 habitants, une enquête de recensement portant sur toute la population est réalisée tous les cinq ans, les populations de référence des années intermédiaires étant quant à elles estimées par interpolation ou extrapolation. Pour la commune, le premier recensement exhaustif entrant dans le cadre du nouveau dispositif a été réalisé en 2005.

En 2022, la commune comptait 546 habitants, en évolution de −1,44 % par rapport à 2016 (Pas-de-Calais : −0,72 %, France hors Mayotte : +2,11 %).
| 1793 | 1800 | 1806 | 1821 | 1831 | 1836 | 1841  | 1846  | 1851  |
| ---- | ---- | ---- | ---- | ---- | ---- | ----- | ----- | ----- |
| 955  | 871  | 996  | 981  | 942  | 920  | 1 093 | 1 145 | 1 139 |

| 1856  | 1861  | 1866  | 1872  | 1876  | 1881 | 1886 | 1891 | 1896 |
| ----- | ----- | ----- | ----- | ----- | ---- | ---- | ---- | ---- |
| 1 076 | 1 062 | 1 123 | 1 025 | 1 013 | 937  | 917  | 885  | 890  |

| 1901 | 1906 | 1911 | 1921 | 1926 | 1931 | 1936 | 1946 | 1954 |
| ---- | ---- | ---- | ---- | ---- | ---- | ---- | ---- | ---- |
| 822  | 794  | 781  | 431  | 507  | 499  | 514  | 504  | 478  |

| 1962 | 1968 | 1975 | 1982 | 1990 | 1999 | 2005 | 2006 | 2010 |
| ---- | ---- | ---- | ---- | ---- | ---- | ---- | ---- | ---- |
| 470  | 473  | 449  | 420  | 455  | 483  | 504  | 506  | 504  |

| 2015 | 2020 | 2022 | - | - | - | - | - | - |
| ---- | ---- | ---- | - | - | - | - | - | - |
| 547  | 545  | 546  | - | - | - | - | - | - |

#### Pyramide des âges
En 2018, le taux de personnes d'un âge inférieur à 30 ans s'élève à 37,0 %, soit au-dessus de la moyenne départementale (36,7 %). À l'inverse, le taux de personnes d'âge supérieur à 60 ans est de 22,9 % la même année, alors qu'il est de 24,9 % au niveau départemental.
En 2018, la commune comptait 274 hommes pour 282 femmes, soit un taux de 50,72 % de femmes, légèrement inférieur au taux départemental (51,50 %).
Les pyramides des âges de la commune et du département s'établissent comme suit.
| Hommes | Classe d’âge | Femmes |
| ------ | ------------ | ------ |
| 1,5    | 90 ou +      | 1,4    |
| 4,5    | 75-89 ans    | 6,2    |
| 18,2   | 60-74 ans    | 14,1   |
| 19,7   | 45-59 ans    | 19,6   |
| 21,6   | 30-44 ans    | 19,2   |
| 13,0   | 15-29 ans    | 15,2   |
| 21,6   | 0-14 ans     | 24,3   |

| Hommes | Classe d’âge | Femmes |
| ------ | ------------ | ------ |
| 0,5    | 90 ou +      | 1,6    |
| 5,6    | 75-89 ans    | 8,9    |
| 16,7   | 60-74 ans    | 18,1   |
| 20,2   | 45-59 ans    | 19,2   |
| 18,9   | 30-44 ans    | 18,1   |
| 18,2   | 15-29 ans    | 16,2   |
| 19,9   | 0-14 ans     | 17,9   |

## Culture locale et patrimoine

### Lieux et monuments
- L'église Saint-Pierre.
- Le monument aux morts[38].

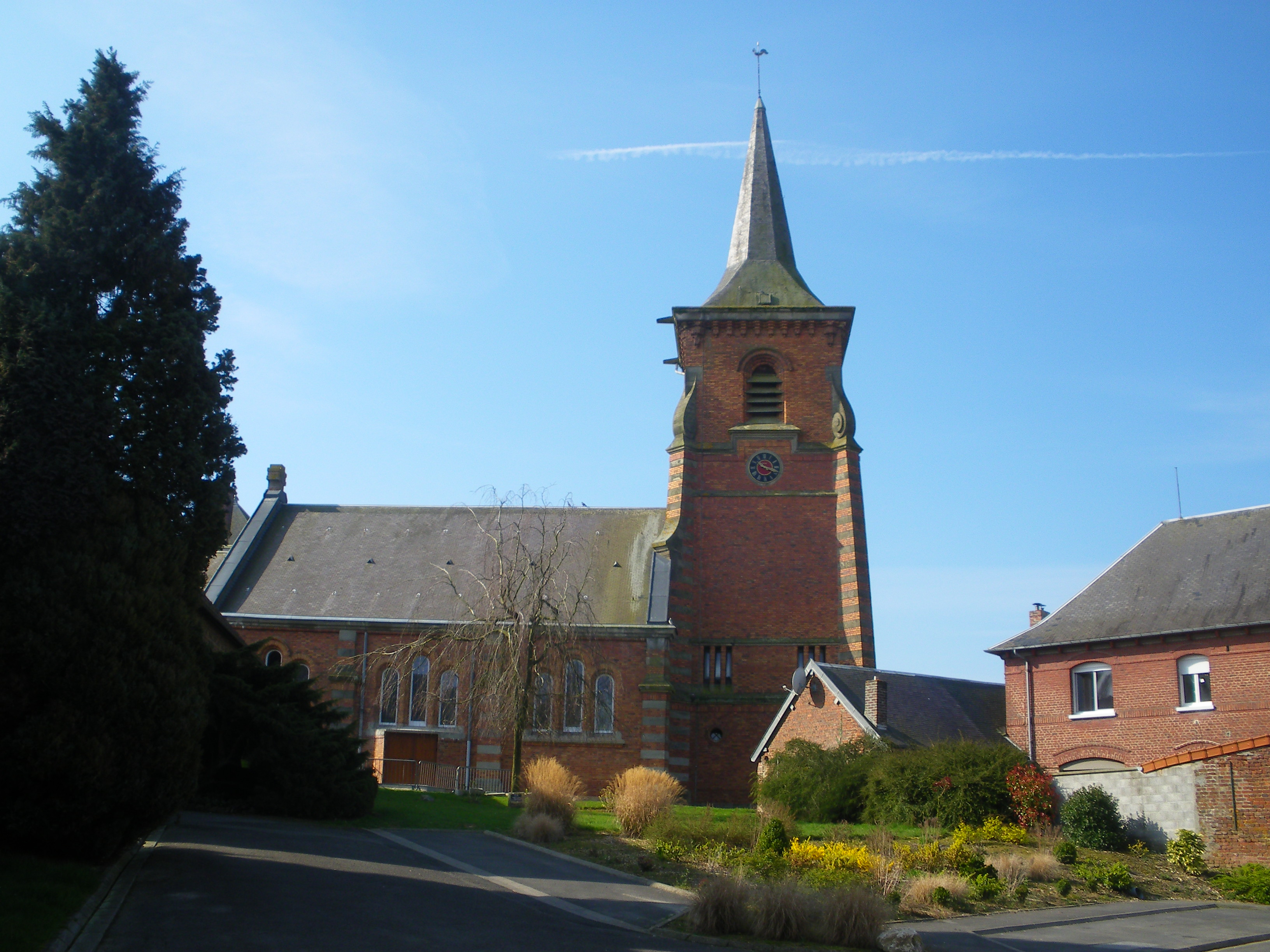
L'église.
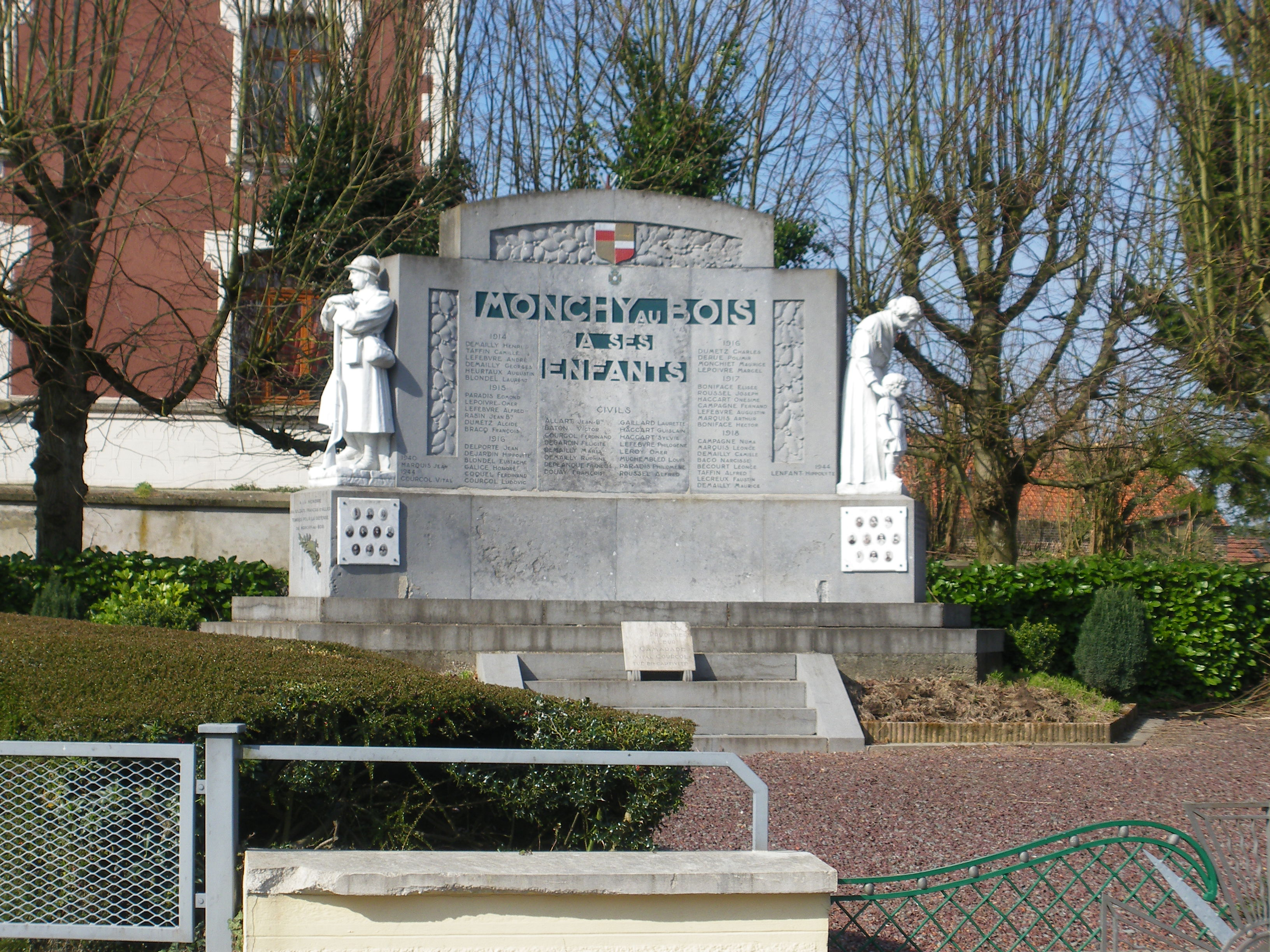
Le monument aux morts.

### Héraldique
| Blason de Monchy-au-Bois | Blason  | Écartelé : aux 1er et 4e de gueules au chef d'argent, aux 2e et 3e d'or plain. Ornements extérieursCroix de guerre 1914-1918 |
| Blason de Monchy-au-Bois | Détails | Adopté par la municipalité le 3 février 1923.                                                                                |

## Pour approfondir

#### Bases de données, dictionnaires et encyclopédies
- Ressources relatives à la géographie :   - Insee (communes)
  - Ldh/EHESS/Cassini
- Ressource relative à plusieurs domaines :   - Annuaire du service public français
- Notices d'autorité :   - BnF (données)